# 前魏森巴赫
前魏森巴赫，或纯音译作福德魏森巴赫，是奥地利上奥地利州乌尔法尔城郊县的一个市镇。总面积53平方公里，总人口2059人，人口密度38.8人/平方公里（2005年）。